# パク・チウォン
パク・チウォンまたはパク・ジウォン（ハングル表記：박지원、1992年 - ）は、大韓民国の韓国放送公社 (KBS) 所属のアナウンサー。国楽高等学校からソウル大学校の体育教育学科に進学し卒業した。2018年にKBSの第45期公開採用でアナウンサーとして採用され入局した。KBS大邱放送総局で1年間勤務した後『KBSニュース9』で週末にアンカーを務めている。出演している芸能情報番組『芸能ライブ』が2020年に第27回KBS芸能大賞でベストチームワーク賞を受賞した。他に『挑戦! ゴールデンベル』の司会進行を務めた。